# 塩化ジクロロアセチル
塩化ジクロロアセチル（英語: dichloroacetyl chloride）は、化学式が CHCl2COCl の有機化合物である。ジクロロ酢酸のカルボン酸塩化物である。無色の液体で、アシル化反応に用いられる 。

## 合成
関連するカルボン酸から合成されることが多い典型的な酸塩化物とは異なり、塩化ジクロロアセチルはジクロロ酢酸からは合成されない。その代わり、工業的なルートとしては、1,1,2-トリクロロエタンの酸化、ペンタクロロエタンの加水分解、クロロホルムのカルボキシル化などがある。
CHCl2CH2Cl  +  O2   →   CHCl2COCl  +  H2O
CHCl2CCl3  +  H2O   →   CHCl2COCl  +  2 HCl
CHCl3  +  CO2   →   CHCl2COCl  +  1/2 O2

## 用途
ジクロルミドを含む様々な除草剤の前駆体である。
加水分解するとジクロロ酢酸が得られる。クロラムフェニコールなどの抗生物質の前駆体の一つである。